# Augusto Maselli
Augusto Maselli (Carpi, 21 marzo 1896 – Carpi, 19 marzo 1968) è stato un calciatore italiano, di ruolo attaccante.

## Carriera
Ala della Jucunditas di Carpi, con cui vinse il Campionato Emiliano di Promozione nella stagione 1914-1915, disputò la Coppa Federale 1915-1916 con il Modena, cui tornò, successivamente per la Prima Divisione 1921-1922. Dopo l'ennesimo ritorno nella compagine della città dei Pio, chiuse la carriera a Reggio Emilia.